# Демократическая партия Гвинеи
Демократическая партия Гвинеи (фр. Parti Democratique de Guinee) — политическая партия Республики Гвинея, существовавшая с 14 мая 1947 года по 3 апреля 1984 года. В 1958 — 1984 годах — правящая и единственная партия Гвинеи. В 1978 — 1984 годах так же именовалась — Партия-государство Гвинея (фр. Parti-Etat de Guinee). В 1952 — 1984 годах возглавлялась первым Президентом Гвинеи Ахмедом Секу Туре.

## Создание партии и путь к власти (1944—1958)
Основы Демократической партии Гвинеи были заложены в 1944 году, когда представители Французской коммунистической партии (ФКП), получившей тогда большое влияние, создали в Гвинее группы по изучению марксизма. В апреле 1946 года члены этих групп создали Прогрессивную партию Гвинеи и в мае сформировали делегацию на I съезд Африканского демократического объединения (АДО), также находившегося под влиянием французских коммунистов. Официально считалось, что основателем Прогрессивной партии Гвинеи был молодой профсоюзный деятель Ахмед Секу Туре. После съезда, 14 мая 1947 года они создали Гвинейскую территориальную секцию АДО — Демократическую партию Гвинеи, которую поддержали группы по изучению проблем коммунизма и профсоюзные деятели, связанных с прокоммунистической Всеобщей конфедерацией труда (ВКТ) Франции. Однако лидером партии стал не Секу Туре, который предпочел возглавить Гвинейскую секцию ВКТ, а уроженец Мали Мадейра Кейта. Основными требованиями партии были — приобретение Гвинеей политической независимости и ликвидация её культурной и экономической отсталости.
С 1949 года в партии обострялся конфликт между сторонниками Мадейры Кейты и левыми профсоюзными лидерами. В 1952 году профсоюзные активисты воспользовались тем, что Кейта был арестован и выслан французскими властями, отстранили его от руководства партией и заняли в ней ключевые позиции. Бывший лидер партии не вернулся в Гвинею и позднее продолжил политическую карьеру во Французском Судане (ныне Мали). Демократическую партию Гвинеи возглавил Ахмед Секу Туре, руководивший к тому времени левыми профсоюзами всей Французской Западной Африки.
Новым руководителям удаётся в короткий срок превратить ДПГ в общегвинейскую партию по типу национального фронта, объединяющую напрямую или через профсоюзы самые широкие слои населения. ДПГ противостоят разрозненные и враждующие между собой этнические политические организации («Союз Мандинго», «Комитет Нижней Гвинеи», «Лесной союз», «Сенегальский очаг» и другие), а также профранцузская Социалистическая партия Гвинеи. Однако они не могут сравниться с ней по популярности. В 1957 году ДПГ без труда выигрывает выборы в Территориальную ассамблею (получив 57 мест из 60) и Секу Туре возглавляет правительство колонии. Уже в конце года по решению партии Правительственный совет упраздняет институт кантональных вождей и деление на кантоны. Таким образом власть на местах переходит от французской администрации к функционерам Демократической партии Гвинеи. В июле 1958 года III съезд ДПГ, не дожидаясь получения независимости и ухода французской администрации, принимает решение о кооперировании сельского хозяйства и мелкого ремесленного производства. 14 сентября 1958 года Конференция партии призывает гвинейцев проголосовать на референдуме против новой Конституции Франции, за независимость Гвинеи. Призыв оказывается очень действенным — Гвинея становится единственной из колоний Франции, которая отвергла Конституцию и провозгласила независимость.

## Идеология ДПГ в 1947—1975 годах
С точки зрения идеологии ДПГ характеризовали и как национально-демократическую, и как революционно-демократическую, и как левую, и как ультралевую партию и т. д. При этом основы её идеологии на протяжении четверти века правления Гвинеей формально менялись мало.

В принятом в июне 1947 года Уставе ДПГ основной целью партии провозглашалось «установление и укрепление подлинной демократии исключительно в интересах народа, активное участие в борьбе и безусловное освобождение африканской родины, эффективное осуществление африканского единства».

Добившись власти, независимости страны и возможности проводить глубокие реформы, ДПГ начинает искать пути некапиталистического развития Гвинеи. Для создания новой идеологии партии привлекаются и гвинейский национализм, и «крестьянский социализм», и ислам, и маркистско-ленинская теория. Главными идеологическими принципами становятся идеи гуманности, справедливости и демократии. ДПГ провозглашает верховенство интересов народа, который является «исключительным творцом истории» и «исключительным творцом ДПГ». В 1962 году партия официально провозглашает курс на социализм.

Секу Туре характеризует его так: — «Социализм — это прежде всего переход в руки народа национальной экономики, это коллективная собственность на средства производства. Социализм — это планирование, национализация экономически жизненных единиц, это ликвидация всех форм эксплуатации человек человеком, подавление попыток и возможностей обогащения, иначе как путём личного труда».

Однако социальное расслоение в обществе всё же происходило, и в 1964 году Секу Туре и его окружение приняли постулат «Основного закона классовой борьбы Демократической партии Гвинеи», предполагавший всевозможное подавление любых видов личного обогащения как членов партии, так и рядовых граждан. Охлаждение отношений с СССР и КПСС после смещения Н. С. Хрущёва в 1964 году и последнего визита Секу Туре в Москву в 1965 году, отразилось на практике ДПГ, ставшей использовать методы опробованные Коммунистической партией Китая. Это выразилось в частности в создании в 1966 году «молодёжных бригад гражданской службы», обладавших широкими правами и подчинённых только партии. Однако ДПГ сохранила дружественные контакты с КПСС и другими коммунистическими партиями, не декларирую фундаментальных изменений своей идеологии. Только в 1975 году Секу Туре преобразил идеологию Демократической партии Гвинеи, выдвинув идею «Партии-государства». 

## Партия у власти
Уже через месяц после того, как Гвинея стала независимым государством, в ноябре 1958 года Конференция ДПГ приняла решение разорвать и без того формальные отношения с Африканским демократическим объединением.
Ещё до получения Гвинеей независимости Демократическая партия Гвинеи активно очищала политическое пространство страны от других политических организаций. Часть из партий распались под давлением властей, часть присоединились к ДПГ. В декабре 1958 года к партии присоединилась последняя из них — Союз народностей Гвинеи — и ДПГ стала единственной политической силой. В Гвинее фактически установилась однопартийная система. Этот статус был официально подтверждён в сентябре 1959 года, когда V съезд ДПГ подтвердил руководящую роль партии в стране. Съезд принял решения о введении плановой экономики, национальной денежной единицы, полной кооперации сельского хозяйства и ликвидации неграмотности населения. В апреле 1960 года Конференция ДПГ утвердила Трехлетний план развития Гвинеи и одобрила курс на тесное сотрудничество с СССР. В 1961 году партийная делегация Демократической партии Гвинеи была направлена на XXII съезд КПСС.
В условиях союза с СССР прошли VI съезд ДПГ (27 — 31 декабря 1962 года), рассмотревший вопросы чистоты партийных рядов и укрепления трудовой дисциплины, и VII съезд ДПГ (август 1963 года), на котором были провозглашены новые реформы. VII съезд, в соответствии с идейной установкой «основного закона классовой борьбы ДПГ» принял решение о мерах по «защите гвинейского строя — демократического, народного и социального в своей основе». Решениями съезда была введена полная государственная монополия на внешнюю торговлю и ужесточены наказания за контрабанду, коррупцию и «спекуляцию» (включая частную торговлю). Съезд передал власть в партии и государстве Национальному совету революции во главе с Секу Туре. В декабре 1966 года решением партии были созданы «молодёжные бригады гражданской службы», которые получили оружие и были размещены в ключевых пунктах по всей стране. В своём обращении Секу Туре назвал их опорой ДПГ в борьбе с реакцией и колониализмом. 25 сентября — 2 октября 1967 года прошёл VIII съезд ДПГ. В ноябре 1968 года, после переворота в Мали, были созданы партийные организации в гвинейской армии, таким образом также поставленной под контроль партии. IX съезд ДПГ, прошедший в апреле 1972 года реорганизовал структуру партии и правительства, учредил пост Премьер-министра. В 1974 году, согласно поправке к Конституции, съезд ДПГ стал высшим государственным органом страны. Тем временем экономическое положение Гвинеи продолжало ухудшаться, однако это не влияло на экономическую политику ДПГ. Государственный контроль над всеми отраслями экономики сделал её неэффективной и привел к падению доходов государства и дефициту товаров. В 1975 году для самообеспечения населения продуктами, ДПГ провозгласила проведение «аграрной революции».
Новый этап в истории Демократической партии Гвинеи начался в январе 1975 года, когда Секу Туре обнародовал свою идею Партии-Государства.

## Партия-Государство Гвинея
Согласно концепции «партия-государство», разработанной Секу Туре, на том этапе общественного развития происходило слияние партии, как политического инструмента осуществления власти народа, с государством как техническим инструментом осуществления власти народа. Слияние должно было реализоваться в создании единых партийно-государственных органов революционной власти. Эта идея была воплощена в жизнь на XI съезде ДПГ 17 ноября — 21 ноября 1978 года. Демократическая партия Гвинеи была переименована в Партию-Государство Гвинея (ПГГ), партийные и государственные органы были объединены, страна получила новое название — Гвинейская Народная Революционная Республика. Генеральным секретарем ПГГ был избран Секу Туре, состав Национального политбюро увеличен с 7 до 14 человек. Секу Туре подтвердил курс на развитие государственного сектора, плановую экономику, кооперирование сельского хозяйства.

Основной целью партии было провозглашено «полное и окончательное уничтожение колониализма, неоколониализма, империализма, а также всех других форм эксплуатации» и «создание социалистического общества в условиях социальной справедливости, демократического прогресса и мира».

Избрание в руководящие органы партии лиц, занимающихся частным предпринимательством и торговлей, был строго запрещён. Однако экономическое положение Гвинеи продолжало ухудшаться. Тот же 1978 год ознаменовался массовыми волнениями населения, сопровождавшимися убийствами местных партийных руководителей. После этого партийная жизнь была несколько демократизирована: стали проводиться конференции активистов ДПГ, а руководство районов (Районная революционная власть) стало избираться населением, а не назначаться из областей. Режим начал активно привлекать иностранный капитал и внешние займы. С другой стороны в октябре 1981 года партия создала новый общественный инструмент давления — «гражданские бригады», призванные следить за соблюдением «революционной морали», а в декабре того же года ЦК ПГГ создало комиссию по проверке имущественного положения граждан. Только в ноябре 1983 года XII съезд ДПГ-ПГГ провозгласил начало нового этапа революции и общее наступление в области экономического развития, заявил о необходимости создания большого числа смешанных предприятий.
Но курс на смешанную экономику не успел дать результатов, а XII съезд стал последним в истории партии.

## Структура партии
Согласно Уставу 1947 года, который действовал (с поправками) до 1978 года, организационным принципом партии провозглашался демократический централизм. Высшим органом партии являлся съезд, созываемый раз в 5 лет, а в перерывах между съездами — Национальное политбюро во главе с Генеральным секретарем. На пост Генерального секретаря ДПГ неизменно избирался Ахмед Секу Туре. В 1950—1960-х годах существовал также пост Политического секретаря ДПГ, который занимал Сайфулай Диалло. Согласно Уставу 1978 года Генеральный секретарь избирался на 7 лет и имел титул Верховного руководителя революции. По Уставу и Конституции 1982 года он также являлся главой государства и нес ответственность за деятельность всех органов ДПГ. В 1964 году власть в ДПГ была передана Национальному совету революции, в который вошли члены Национального политбюро и по два представителя от Бюро федераций ДПГ районов. НСР должен был проводить не менее одной сессии в году. Состав Национального политбюро колебался от 7 до 18 человек, в Центральном комитете ДПГ насчитывалась 85 членов.
Членом ДПГ мог стать любой гражданин Гвинеи, достигший 17-летнего возраста, признающий программу и устав ДПГ, активно участвовавший в осуществлении её целей, выполняющий её решения и уплачивающий партийные взносы. После партийных решений 1964 и 1969 годов приём в партию осуществлялся в индивидуальном порядке низовой партийной организацией, которая должна была исключить проникновение в ДПГ «эксплуататорских элементов». Рядовые члены ДПГ объединялись на уровне т. н. Местной революционной власти- комитетов партии (ими руководили Бюро в составе 7 человек) по месту жительства: в деревнях, кварталах, на предприятиях, учреждениях, учебных заведениях и воинских частях. Они в свою очередь объединялись в Районную революционную власть (на территории административного округа, во главе Бюро из 11 человек)), а те — в Областную революционную власть или федерации. Во главе федераций стояли председатели Областной революционной власти — политические комиссары, направляемые ЦК ДПГ.
В состав партии также входили в качестве интегральных частей организации Революционный союз гвинейских женщин, Национальная конфедерация трудящихся Гвинеи и Молодёжь африканской демократической революции.
Численность партии в 1960 году определялась в цифре 833.000 человек. В конце 1961 года в ДПГ числилось уже свыше 1.650.000 членов, а в 1964 году — 1.940.000 членов, то есть все активное взрослое население Гвинеи. В дальнейшем эта тенденция к всеобщему охвату населения сохранялась.
Официальным органом ДПГ c 1951 года являлась газета «La Liberte», издававшаяся на французском языке. Однако в феврале 1961 года она была лишена этого статуса. С 21 апреля 1961 года официальным органом стала газета «Horoya» («Хоройя», «Достоинство» в переводе с языка сусу). До 1969 года газета была ежедневной, после — еженедельной. Издавался также ежемесячный журнал «Revolution democratique africain — PDG» («Африканская демократическая революция — ДПГ»).
Символом партии был африканский слон.

## Роспуск партии
Демократическая партия Гвинеи — Партия-Государство Гвинея пережила своего создателя Ахмеда Секу Туре, скончавшегося 26 марта 1984 года, всего на неделю. 3 апреля 1984 года к власти в Гвинее пришли военные, которые в тот же день распустили партию и запретили её общественные организации. Они сохранили только газету «Horoya» как «информационный орган народа».
В 1992 году Эль-Хадж Исмаил Мухаммед Гасем Гуссейн заявил о возрождении ДПГ под названием — Демократическая партия Гвинеи — Африканское демократическое объединение. На выборах 30 июня 2002 года она получила 3,4 % голосов и 3 (из 114) места в парламенте.